# Gaztelugatxe
Gaztelugatxe és un illot al mar Cantàbric, a Biscaia, convertit en península per un camí artificial que l'uneix a la costa.
Al cim hi ha l'ermita de Gaztelugatxeko Doniene (Sant Joan de Gaztelugatxe en euskera) que data del segle x, dedicada al cap de sant Joan Baptista, i centre de devoció dels pescadors de la veïna vila de Bermeo. El 1053 s'esmenta la donació de l'ermita al monestir aragonès de Sant Joan de la Penya, del que va dependre molt de temps.
«...ego Enneco Lopiz et uxor mea
Tota Ortiz de nostra bona voluntate
tibi domino Zianno Sancti Johannis
monaco. Damus deo et
Sancto Johanni pro animabus
nostris in loco quod dicitur Sancti
Johannis de Castiello id est in territorio
de Bakio et afia parte de
Bermeio ut posideant et habeant
eum iIIi seniores Sancti Johannis
cum tota sua hereditate».
En documents posteriors, de l'any 1162, en castellà antic, l'ermita apareix com a Sanctus lohannes de Penna (Sant Joan de la Penya), en donació a l'Orde Premonstratense per part del comte López de Nájera i de Biscaia.
«... Quapropter ego comes lupus naiarensis atque bizcayensis (...) dono et concedo omnipotenti deo et tibi patri sancio abbati atque successoribus tuis et ordini premonstratensis monasterii unum monasterium meum propium in bizchaya que uocatur sanctus iohannes de penna et est situm secus litus maris in territorio quod uocatur baquio, ut sit abbatia propria sub regula beati augustini et premonstratensis monasterii...»
Durant el regnat d'Alfons XI de Castella, Joan Manuel de Castella i el seu cunyat Joan III Nunyez de Lara es van revoltar, i el darrer fou assetjat a San Juan de Gaztelugatxe en 1334.
El 1978 l'ermita va patir un incendi intencionat però es va reconstruir un parell d'anys més tard. Actualment és una atracció turística important.
L'illot, el tram de costa davant del qual es troba i l'illot veí d'Aketx han estat declarats biòtop protegit.